# Las hijas de Nantu
Las hijas de Nantu é um documentário peruano de 2018 dirigido por Willy Guevara. Dá visibilidade à psicologia das mulheres da Amazônia peruana através de depoimentos.

## Sinopse
Uma pesquisa permite descobrir que em tempos mais antigos na cultura Awajún às mulheres coube aprender a agricultura, por decisão da deusa suprema Nantu (a Lua) e criaram um matriarcado.
No entanto, a expansão dos Moche, cultura pré-inca da costa norte peruana, faz que o homem awajún se converta em guerreiro, que domina as mulheres e instaura a poligamia. As mulheres procuram recuperar o poder perdido através de diversos mecanismos, entre eles, consumindo plantas venenosas quando não suportam mais o maltrato ou inventando os cantos mágicos Anen, em perigo de desaparecimento, e que merecem resgate por seu poder pacificador.
O documentário está dividido em quatro partes. A primeira contém a interpretação pessoal do diretor. A segunda, os depoimentos das mulheres sobre por que tomam o veneno.

## Origem
Willy Guevara foi chamado pela Organização Mundial da Saúde para ir ao Amazonas e trabalhar com a Direção de Saúde (DISA) Bagua que atendia às populações awajún e wampis nas cidades de Bagua, Shiriaco, Imasita, Cenepa, Nieva e Rio Santiago. Aí descobriu a prática secreta de que as mulheres awajún tomavam plantas venenosas, que elas conheciam, quando eram agredidas, insultadas ou violentadas por algum homem.